# Анігіляція (шахова тема)
Те́ма анігіля́ції — тема в шаховій композиції. Суть теми — самознищення фігури шляхом жертви з метою звільнення лінії або поля після того, як жертовна фігура забереться фігурою супротивника, а потім ця фігура, що прийняла жертву, зробить наступний хід.

## Історія
В деяких джерелах, при описі ідеї, припускають, що її відкрив американський шаховий композитор Сем Лойд (30.01.1841 — 10.04.1911). 
Для досягнення мети, наприклад в задачі на прямий мат, білим необхідно звільнити поле або лінію, бо їм заважає біла фігура, яку білі змушують чорних взяти. В наступному ході чорна фігура, яка прийняла жертву робить хід, в результаті чого білі мають можливість руху по звільненій лінії чи на звільнене поле.
Ідея дістала назву — тема анігіляції або тема самознищення. В шаховій композиції є активна анігіляція і пасивна. Активна анігіляція є складовою теми Вайссауера

## Активна анігіляція
Якщо тематична фігура іде на поле, на якому жертвується, тоді в задачі виражено активну форму анігіляції.
|   | a | b | c | d | e | f | g | h |   |
| 8 | b7 чорний слон · g7 білий король · a6 чорний кінь · g5 чорний король · d4 білий пішак · g4 білий пішак · h4 чорний слон · a3 чорна тура · c3 білий пішак · e3 білий пішак · f3 чорний пішак · h3 білий пішак · a2 чорний пішак · d2 білий кінь · e1 білий ферзь | b7 чорний слон · g7 білий король · a6 чорний кінь · g5 чорний король · d4 білий пішак · g4 білий пішак · h4 чорний слон · a3 чорна тура · c3 білий пішак · e3 білий пішак · f3 чорний пішак · h3 білий пішак · a2 чорний пішак · d2 білий кінь · e1 білий ферзь | b7 чорний слон · g7 білий король · a6 чорний кінь · g5 чорний король · d4 білий пішак · g4 білий пішак · h4 чорний слон · a3 чорна тура · c3 білий пішак · e3 білий пішак · f3 чорний пішак · h3 білий пішак · a2 чорний пішак · d2 білий кінь · e1 білий ферзь | b7 чорний слон · g7 білий король · a6 чорний кінь · g5 чорний король · d4 білий пішак · g4 білий пішак · h4 чорний слон · a3 чорна тура · c3 білий пішак · e3 білий пішак · f3 чорний пішак · h3 білий пішак · a2 чорний пішак · d2 білий кінь · e1 білий ферзь | b7 чорний слон · g7 білий король · a6 чорний кінь · g5 чорний король · d4 білий пішак · g4 білий пішак · h4 чорний слон · a3 чорна тура · c3 білий пішак · e3 білий пішак · f3 чорний пішак · h3 білий пішак · a2 чорний пішак · d2 білий кінь · e1 білий ферзь | b7 чорний слон · g7 білий король · a6 чорний кінь · g5 чорний король · d4 білий пішак · g4 білий пішак · h4 чорний слон · a3 чорна тура · c3 білий пішак · e3 білий пішак · f3 чорний пішак · h3 білий пішак · a2 чорний пішак · d2 білий кінь · e1 білий ферзь | b7 чорний слон · g7 білий король · a6 чорний кінь · g5 чорний король · d4 білий пішак · g4 білий пішак · h4 чорний слон · a3 чорна тура · c3 білий пішак · e3 білий пішак · f3 чорний пішак · h3 білий пішак · a2 чорний пішак · d2 білий кінь · e1 білий ферзь | b7 чорний слон · g7 білий король · a6 чорний кінь · g5 чорний король · d4 білий пішак · g4 білий пішак · h4 чорний слон · a3 чорна тура · c3 білий пішак · e3 білий пішак · f3 чорний пішак · h3 білий пішак · a2 чорний пішак · d2 білий кінь · e1 білий ферзь | 8 |
| 7 | b7 чорний слон · g7 білий король · a6 чорний кінь · g5 чорний король · d4 білий пішак · g4 білий пішак · h4 чорний слон · a3 чорна тура · c3 білий пішак · e3 білий пішак · f3 чорний пішак · h3 білий пішак · a2 чорний пішак · d2 білий кінь · e1 білий ферзь | b7 чорний слон · g7 білий король · a6 чорний кінь · g5 чорний король · d4 білий пішак · g4 білий пішак · h4 чорний слон · a3 чорна тура · c3 білий пішак · e3 білий пішак · f3 чорний пішак · h3 білий пішак · a2 чорний пішак · d2 білий кінь · e1 білий ферзь | b7 чорний слон · g7 білий король · a6 чорний кінь · g5 чорний король · d4 білий пішак · g4 білий пішак · h4 чорний слон · a3 чорна тура · c3 білий пішак · e3 білий пішак · f3 чорний пішак · h3 білий пішак · a2 чорний пішак · d2 білий кінь · e1 білий ферзь | b7 чорний слон · g7 білий король · a6 чорний кінь · g5 чорний король · d4 білий пішак · g4 білий пішак · h4 чорний слон · a3 чорна тура · c3 білий пішак · e3 білий пішак · f3 чорний пішак · h3 білий пішак · a2 чорний пішак · d2 білий кінь · e1 білий ферзь | b7 чорний слон · g7 білий король · a6 чорний кінь · g5 чорний король · d4 білий пішак · g4 білий пішак · h4 чорний слон · a3 чорна тура · c3 білий пішак · e3 білий пішак · f3 чорний пішак · h3 білий пішак · a2 чорний пішак · d2 білий кінь · e1 білий ферзь | b7 чорний слон · g7 білий король · a6 чорний кінь · g5 чорний король · d4 білий пішак · g4 білий пішак · h4 чорний слон · a3 чорна тура · c3 білий пішак · e3 білий пішак · f3 чорний пішак · h3 білий пішак · a2 чорний пішак · d2 білий кінь · e1 білий ферзь | b7 чорний слон · g7 білий король · a6 чорний кінь · g5 чорний король · d4 білий пішак · g4 білий пішак · h4 чорний слон · a3 чорна тура · c3 білий пішак · e3 білий пішак · f3 чорний пішак · h3 білий пішак · a2 чорний пішак · d2 білий кінь · e1 білий ферзь | b7 чорний слон · g7 білий король · a6 чорний кінь · g5 чорний король · d4 білий пішак · g4 білий пішак · h4 чорний слон · a3 чорна тура · c3 білий пішак · e3 білий пішак · f3 чорний пішак · h3 білий пішак · a2 чорний пішак · d2 білий кінь · e1 білий ферзь | 7 |
| 6 | b7 чорний слон · g7 білий король · a6 чорний кінь · g5 чорний король · d4 білий пішак · g4 білий пішак · h4 чорний слон · a3 чорна тура · c3 білий пішак · e3 білий пішак · f3 чорний пішак · h3 білий пішак · a2 чорний пішак · d2 білий кінь · e1 білий ферзь | b7 чорний слон · g7 білий король · a6 чорний кінь · g5 чорний король · d4 білий пішак · g4 білий пішак · h4 чорний слон · a3 чорна тура · c3 білий пішак · e3 білий пішак · f3 чорний пішак · h3 білий пішак · a2 чорний пішак · d2 білий кінь · e1 білий ферзь | b7 чорний слон · g7 білий король · a6 чорний кінь · g5 чорний король · d4 білий пішак · g4 білий пішак · h4 чорний слон · a3 чорна тура · c3 білий пішак · e3 білий пішак · f3 чорний пішак · h3 білий пішак · a2 чорний пішак · d2 білий кінь · e1 білий ферзь | b7 чорний слон · g7 білий король · a6 чорний кінь · g5 чорний король · d4 білий пішак · g4 білий пішак · h4 чорний слон · a3 чорна тура · c3 білий пішак · e3 білий пішак · f3 чорний пішак · h3 білий пішак · a2 чорний пішак · d2 білий кінь · e1 білий ферзь | b7 чорний слон · g7 білий король · a6 чорний кінь · g5 чорний король · d4 білий пішак · g4 білий пішак · h4 чорний слон · a3 чорна тура · c3 білий пішак · e3 білий пішак · f3 чорний пішак · h3 білий пішак · a2 чорний пішак · d2 білий кінь · e1 білий ферзь | b7 чорний слон · g7 білий король · a6 чорний кінь · g5 чорний король · d4 білий пішак · g4 білий пішак · h4 чорний слон · a3 чорна тура · c3 білий пішак · e3 білий пішак · f3 чорний пішак · h3 білий пішак · a2 чорний пішак · d2 білий кінь · e1 білий ферзь | b7 чорний слон · g7 білий король · a6 чорний кінь · g5 чорний король · d4 білий пішак · g4 білий пішак · h4 чорний слон · a3 чорна тура · c3 білий пішак · e3 білий пішак · f3 чорний пішак · h3 білий пішак · a2 чорний пішак · d2 білий кінь · e1 білий ферзь | b7 чорний слон · g7 білий король · a6 чорний кінь · g5 чорний король · d4 білий пішак · g4 білий пішак · h4 чорний слон · a3 чорна тура · c3 білий пішак · e3 білий пішак · f3 чорний пішак · h3 білий пішак · a2 чорний пішак · d2 білий кінь · e1 білий ферзь | 6 |
| 5 | b7 чорний слон · g7 білий король · a6 чорний кінь · g5 чорний король · d4 білий пішак · g4 білий пішак · h4 чорний слон · a3 чорна тура · c3 білий пішак · e3 білий пішак · f3 чорний пішак · h3 білий пішак · a2 чорний пішак · d2 білий кінь · e1 білий ферзь | b7 чорний слон · g7 білий король · a6 чорний кінь · g5 чорний король · d4 білий пішак · g4 білий пішак · h4 чорний слон · a3 чорна тура · c3 білий пішак · e3 білий пішак · f3 чорний пішак · h3 білий пішак · a2 чорний пішак · d2 білий кінь · e1 білий ферзь | b7 чорний слон · g7 білий король · a6 чорний кінь · g5 чорний король · d4 білий пішак · g4 білий пішак · h4 чорний слон · a3 чорна тура · c3 білий пішак · e3 білий пішак · f3 чорний пішак · h3 білий пішак · a2 чорний пішак · d2 білий кінь · e1 білий ферзь | b7 чорний слон · g7 білий король · a6 чорний кінь · g5 чорний король · d4 білий пішак · g4 білий пішак · h4 чорний слон · a3 чорна тура · c3 білий пішак · e3 білий пішак · f3 чорний пішак · h3 білий пішак · a2 чорний пішак · d2 білий кінь · e1 білий ферзь | b7 чорний слон · g7 білий король · a6 чорний кінь · g5 чорний король · d4 білий пішак · g4 білий пішак · h4 чорний слон · a3 чорна тура · c3 білий пішак · e3 білий пішак · f3 чорний пішак · h3 білий пішак · a2 чорний пішак · d2 білий кінь · e1 білий ферзь | b7 чорний слон · g7 білий король · a6 чорний кінь · g5 чорний король · d4 білий пішак · g4 білий пішак · h4 чорний слон · a3 чорна тура · c3 білий пішак · e3 білий пішак · f3 чорний пішак · h3 білий пішак · a2 чорний пішак · d2 білий кінь · e1 білий ферзь | b7 чорний слон · g7 білий король · a6 чорний кінь · g5 чорний король · d4 білий пішак · g4 білий пішак · h4 чорний слон · a3 чорна тура · c3 білий пішак · e3 білий пішак · f3 чорний пішак · h3 білий пішак · a2 чорний пішак · d2 білий кінь · e1 білий ферзь | b7 чорний слон · g7 білий король · a6 чорний кінь · g5 чорний король · d4 білий пішак · g4 білий пішак · h4 чорний слон · a3 чорна тура · c3 білий пішак · e3 білий пішак · f3 чорний пішак · h3 білий пішак · a2 чорний пішак · d2 білий кінь · e1 білий ферзь | 5 |
| 4 | b7 чорний слон · g7 білий король · a6 чорний кінь · g5 чорний король · d4 білий пішак · g4 білий пішак · h4 чорний слон · a3 чорна тура · c3 білий пішак · e3 білий пішак · f3 чорний пішак · h3 білий пішак · a2 чорний пішак · d2 білий кінь · e1 білий ферзь | b7 чорний слон · g7 білий король · a6 чорний кінь · g5 чорний король · d4 білий пішак · g4 білий пішак · h4 чорний слон · a3 чорна тура · c3 білий пішак · e3 білий пішак · f3 чорний пішак · h3 білий пішак · a2 чорний пішак · d2 білий кінь · e1 білий ферзь | b7 чорний слон · g7 білий король · a6 чорний кінь · g5 чорний король · d4 білий пішак · g4 білий пішак · h4 чорний слон · a3 чорна тура · c3 білий пішак · e3 білий пішак · f3 чорний пішак · h3 білий пішак · a2 чорний пішак · d2 білий кінь · e1 білий ферзь | b7 чорний слон · g7 білий король · a6 чорний кінь · g5 чорний король · d4 білий пішак · g4 білий пішак · h4 чорний слон · a3 чорна тура · c3 білий пішак · e3 білий пішак · f3 чорний пішак · h3 білий пішак · a2 чорний пішак · d2 білий кінь · e1 білий ферзь | b7 чорний слон · g7 білий король · a6 чорний кінь · g5 чорний король · d4 білий пішак · g4 білий пішак · h4 чорний слон · a3 чорна тура · c3 білий пішак · e3 білий пішак · f3 чорний пішак · h3 білий пішак · a2 чорний пішак · d2 білий кінь · e1 білий ферзь | b7 чорний слон · g7 білий король · a6 чорний кінь · g5 чорний король · d4 білий пішак · g4 білий пішак · h4 чорний слон · a3 чорна тура · c3 білий пішак · e3 білий пішак · f3 чорний пішак · h3 білий пішак · a2 чорний пішак · d2 білий кінь · e1 білий ферзь | b7 чорний слон · g7 білий король · a6 чорний кінь · g5 чорний король · d4 білий пішак · g4 білий пішак · h4 чорний слон · a3 чорна тура · c3 білий пішак · e3 білий пішак · f3 чорний пішак · h3 білий пішак · a2 чорний пішак · d2 білий кінь · e1 білий ферзь | b7 чорний слон · g7 білий король · a6 чорний кінь · g5 чорний король · d4 білий пішак · g4 білий пішак · h4 чорний слон · a3 чорна тура · c3 білий пішак · e3 білий пішак · f3 чорний пішак · h3 білий пішак · a2 чорний пішак · d2 білий кінь · e1 білий ферзь | 4 |
| 3 | b7 чорний слон · g7 білий король · a6 чорний кінь · g5 чорний король · d4 білий пішак · g4 білий пішак · h4 чорний слон · a3 чорна тура · c3 білий пішак · e3 білий пішак · f3 чорний пішак · h3 білий пішак · a2 чорний пішак · d2 білий кінь · e1 білий ферзь | b7 чорний слон · g7 білий король · a6 чорний кінь · g5 чорний король · d4 білий пішак · g4 білий пішак · h4 чорний слон · a3 чорна тура · c3 білий пішак · e3 білий пішак · f3 чорний пішак · h3 білий пішак · a2 чорний пішак · d2 білий кінь · e1 білий ферзь | b7 чорний слон · g7 білий король · a6 чорний кінь · g5 чорний король · d4 білий пішак · g4 білий пішак · h4 чорний слон · a3 чорна тура · c3 білий пішак · e3 білий пішак · f3 чорний пішак · h3 білий пішак · a2 чорний пішак · d2 білий кінь · e1 білий ферзь | b7 чорний слон · g7 білий король · a6 чорний кінь · g5 чорний король · d4 білий пішак · g4 білий пішак · h4 чорний слон · a3 чорна тура · c3 білий пішак · e3 білий пішак · f3 чорний пішак · h3 білий пішак · a2 чорний пішак · d2 білий кінь · e1 білий ферзь | b7 чорний слон · g7 білий король · a6 чорний кінь · g5 чорний король · d4 білий пішак · g4 білий пішак · h4 чорний слон · a3 чорна тура · c3 білий пішак · e3 білий пішак · f3 чорний пішак · h3 білий пішак · a2 чорний пішак · d2 білий кінь · e1 білий ферзь | b7 чорний слон · g7 білий король · a6 чорний кінь · g5 чорний король · d4 білий пішак · g4 білий пішак · h4 чорний слон · a3 чорна тура · c3 білий пішак · e3 білий пішак · f3 чорний пішак · h3 білий пішак · a2 чорний пішак · d2 білий кінь · e1 білий ферзь | b7 чорний слон · g7 білий король · a6 чорний кінь · g5 чорний король · d4 білий пішак · g4 білий пішак · h4 чорний слон · a3 чорна тура · c3 білий пішак · e3 білий пішак · f3 чорний пішак · h3 білий пішак · a2 чорний пішак · d2 білий кінь · e1 білий ферзь | b7 чорний слон · g7 білий король · a6 чорний кінь · g5 чорний король · d4 білий пішак · g4 білий пішак · h4 чорний слон · a3 чорна тура · c3 білий пішак · e3 білий пішак · f3 чорний пішак · h3 білий пішак · a2 чорний пішак · d2 білий кінь · e1 білий ферзь | 3 |
| 2 | b7 чорний слон · g7 білий король · a6 чорний кінь · g5 чорний король · d4 білий пішак · g4 білий пішак · h4 чорний слон · a3 чорна тура · c3 білий пішак · e3 білий пішак · f3 чорний пішак · h3 білий пішак · a2 чорний пішак · d2 білий кінь · e1 білий ферзь | b7 чорний слон · g7 білий король · a6 чорний кінь · g5 чорний король · d4 білий пішак · g4 білий пішак · h4 чорний слон · a3 чорна тура · c3 білий пішак · e3 білий пішак · f3 чорний пішак · h3 білий пішак · a2 чорний пішак · d2 білий кінь · e1 білий ферзь | b7 чорний слон · g7 білий король · a6 чорний кінь · g5 чорний король · d4 білий пішак · g4 білий пішак · h4 чорний слон · a3 чорна тура · c3 білий пішак · e3 білий пішак · f3 чорний пішак · h3 білий пішак · a2 чорний пішак · d2 білий кінь · e1 білий ферзь | b7 чорний слон · g7 білий король · a6 чорний кінь · g5 чорний король · d4 білий пішак · g4 білий пішак · h4 чорний слон · a3 чорна тура · c3 білий пішак · e3 білий пішак · f3 чорний пішак · h3 білий пішак · a2 чорний пішак · d2 білий кінь · e1 білий ферзь | b7 чорний слон · g7 білий король · a6 чорний кінь · g5 чорний король · d4 білий пішак · g4 білий пішак · h4 чорний слон · a3 чорна тура · c3 білий пішак · e3 білий пішак · f3 чорний пішак · h3 білий пішак · a2 чорний пішак · d2 білий кінь · e1 білий ферзь | b7 чорний слон · g7 білий король · a6 чорний кінь · g5 чорний король · d4 білий пішак · g4 білий пішак · h4 чорний слон · a3 чорна тура · c3 білий пішак · e3 білий пішак · f3 чорний пішак · h3 білий пішак · a2 чорний пішак · d2 білий кінь · e1 білий ферзь | b7 чорний слон · g7 білий король · a6 чорний кінь · g5 чорний король · d4 білий пішак · g4 білий пішак · h4 чорний слон · a3 чорна тура · c3 білий пішак · e3 білий пішак · f3 чорний пішак · h3 білий пішак · a2 чорний пішак · d2 білий кінь · e1 білий ферзь | b7 чорний слон · g7 білий король · a6 чорний кінь · g5 чорний король · d4 білий пішак · g4 білий пішак · h4 чорний слон · a3 чорна тура · c3 білий пішак · e3 білий пішак · f3 чорний пішак · h3 білий пішак · a2 чорний пішак · d2 білий кінь · e1 білий ферзь | 2 |
| 1 | b7 чорний слон · g7 білий король · a6 чорний кінь · g5 чорний король · d4 білий пішак · g4 білий пішак · h4 чорний слон · a3 чорна тура · c3 білий пішак · e3 білий пішак · f3 чорний пішак · h3 білий пішак · a2 чорний пішак · d2 білий кінь · e1 білий ферзь | b7 чорний слон · g7 білий король · a6 чорний кінь · g5 чорний король · d4 білий пішак · g4 білий пішак · h4 чорний слон · a3 чорна тура · c3 білий пішак · e3 білий пішак · f3 чорний пішак · h3 білий пішак · a2 чорний пішак · d2 білий кінь · e1 білий ферзь | b7 чорний слон · g7 білий король · a6 чорний кінь · g5 чорний король · d4 білий пішак · g4 білий пішак · h4 чорний слон · a3 чорна тура · c3 білий пішак · e3 білий пішак · f3 чорний пішак · h3 білий пішак · a2 чорний пішак · d2 білий кінь · e1 білий ферзь | b7 чорний слон · g7 білий король · a6 чорний кінь · g5 чорний король · d4 білий пішак · g4 білий пішак · h4 чорний слон · a3 чорна тура · c3 білий пішак · e3 білий пішак · f3 чорний пішак · h3 білий пішак · a2 чорний пішак · d2 білий кінь · e1 білий ферзь | b7 чорний слон · g7 білий король · a6 чорний кінь · g5 чорний король · d4 білий пішак · g4 білий пішак · h4 чорний слон · a3 чорна тура · c3 білий пішак · e3 білий пішак · f3 чорний пішак · h3 білий пішак · a2 чорний пішак · d2 білий кінь · e1 білий ферзь | b7 чорний слон · g7 білий король · a6 чорний кінь · g5 чорний король · d4 білий пішак · g4 білий пішак · h4 чорний слон · a3 чорна тура · c3 білий пішак · e3 білий пішак · f3 чорний пішак · h3 білий пішак · a2 чорний пішак · d2 білий кінь · e1 білий ферзь | b7 чорний слон · g7 білий король · a6 чорний кінь · g5 чорний король · d4 білий пішак · g4 білий пішак · h4 чорний слон · a3 чорна тура · c3 білий пішак · e3 білий пішак · f3 чорний пішак · h3 білий пішак · a2 чорний пішак · d2 білий кінь · e1 білий ферзь | b7 чорний слон · g7 білий король · a6 чорний кінь · g5 чорний король · d4 білий пішак · g4 білий пішак · h4 чорний слон · a3 чорна тура · c3 білий пішак · e3 білий пішак · f3 чорний пішак · h3 білий пішак · a2 чорний пішак · d2 білий кінь · e1 білий ферзь | 1 |
|   | a | b | c | d | e | f | g | h |   |

FEN: 8/1b4K1/n7/6k1/3P2Pb/r1P1Pp1P/p2N4/4Q3

1. d5! Bxd5 2. Qd1!   ~ 3. Sxf3 Bxf3 4. Qd8#
Для досягнення мети потрібно звільнити вертикаль «d» і білі спочатку віддають в жертву свого пішака «d4», а потім, щоб відвести чорного слона з цієї вертикалі, білі жертвують свого коня.